# Альбоми про життя і творчість удмуртських письменників
«Альбоми про життя і творчість удмуртських письменників» (рос. Альбомы о жизни и творчестве удмуртских писателей) — серія ілюстрованих видань удмуртською мовою для вчителів та школярів, що видавалась у 1960-их — 1990-их роках.
До серії увійшли:
- Кедра Мітрей — упорядник П. К. Поздеєв[2], 1962
- Клабуков Аркадій Миколайович — упорядник П. К. Поздеєв, 1962(?)
- Медведєв Григорій Сергійович — упорядник Х. К. Єрмаков, 1967
- Петров Михайло Петрович — упорядник Х. К. Єрмаков, 1967
- Блінов Петро Олександрович — упорядник В. Т. Кузнецова, 1968
- Майоров Данило Афіногенович — упорядник Д. О. Яшин, 1969
- Коновалов Михайло Олексійович — упорядник К. Н. Михайлов, 1969
- Архипов Трохим Архипович — упорядник Х. К. Єрмаков, 1971
- Лямін Михайло Андрійович — упорядник Д. О. Яшин, 1971
- Кедров Пилип Григорович — упорядники К. Н. Михайлов та М. Є. Єрмолаєва, 1971
- Широбоков Степан Павлович — упорядник Р. І. Яшина, 1972
- Лужанін Афанасій Васильович — упорядник Д. О. Яшин, 1973
- Красильников Геннадій Дмитрович — упорядники З. О. Богомолова та С. О. Самсонов, 1973
- Гарилов Гнат Гаврилович — упорядник О. А. Єрмолаєв, 1974
- Кузебай Герд — упорядник Х. К. Єрмаков, 1990, також і російською мовою[3]
- Яшин Данило Олександрович — упорядник Р. І. Яшина, 1994
- Самсонов Семен Олександрович — упорядник Х. К. Єрмаков, 1996, також і російською мовою
- Ашальчи Окі — упорядник О. А. Єрмолаєв, 1998, також і російською мовою